# The River of Dreams (пісня Біллі Джоела)
«The River of Dreams» — пісня американського музиканта Біллі Джоела. Це заголовний трек і перший сингл з його альбому River of Dreams 1993 року. Пісня стала хітом, досягнувши третьої позиції в чартах США та Великої Британії, що зробило її найкращим синглом Джоела за десятиліття, а також його останньою десяткою в обох країнах на сьогодні. Він також посів перше місце в Австралії, Новій Зеландії та в чартах Adult Contemporary у Канаді та США. Продюсерами пісні стали Джо Ніколо та Денні Корчмар.
Щонайменше чотири версії пісні були записані та випущені. Дві версії (випущені роками пізніше) включають частину бриджу, що містить інтерлюдію для фортепіано, яка нагадує мелодію Джоела з його пісні «Lullabye (Goodnight My Angel)», яка є з того самого альбому. Ці версії можна знайти в коробкових сетах My Lives і Complete Hits Collection: 1973–1999 – але навіть ці версії відрізняються одна від одної як довжиною, так і аранжуванням: в одній, наприклад, більше ударних. Четвертий мікс з’являється як бонусна версія на британському компакт-диску «River of Dreams» — «percapella mix», виконаний Ніколо.
"The River of Dreams" був номінований на премію "Греммі" як "Запис року" в 1994 році, але програв "I Will Always Love You" Вітні Х'юстон. Джоел виконав пісню на церемонії та раптово зупинився посеред свого виступу, щоб словесно протестувати проти того, що промову Френка Сінатри про заслуги у житті було обірвано раніше ввечері.
У 1993 році Гері Циммерман, автор пісень з Лонг-Айленда, штат Нью-Йорк, намагався відсудити у Джоела десять мільйонів доларів, стверджуючи, що більше половини "The River of Dreams" засновано на його пісні 1986 року "Nowhere Land". Джоел сказав, що нічого не знає про Циммермана чи його музику, і Циммерман відмовився від позову в 1994 році.

## Виробництво
Пісня запозичує традиції темношкірої госпел і спіричуелс. У постановці бере участь госпел-хор, а лірика стосується внутрішнього миру та потойбічного життя. Джоел співає: «Не впевнений у житті після цього. Бог знає, що я ніколи не був духовною людиною», водночас заявляючи, що вночі він гуляє вздовж «Річки мрій», щоб він міг «знайти те, що шукав». На 3 хвилині 45 секунд можна почути, як Джоел співає версію пісні The Cadillacs "Gloria", коли музика зникає. 

## Критика
Загальноєвропейський журнал «Music &amp; Media» писав: «Два старовинні вокальні жанри зустрічаються в сучасному ритмічному контексті, коли фальцет Джоеля doowop огортається звуками госпел-співаків». Алан Джонс з Music Week поставив пісні 3 з п’яти, описавши її як «просту та безпосередню пісню, у якій його вокал повторює хор, який наповнює пісню духовними якостями». Він додав: «Дуже весело, дуже заразно, хіт».

## Музичне відео
Режисером кліпу на пісню став Енді Морахан. Представлений пором — Rocky Hill – Glastonbury Ferry у Коннектикуті.  Відео було знято на залізничному мосту Providence &amp; Worcester через річку Коннектикут у місті Міддлтаун, штат Коннектикут. Джоел і три бек-вокалісти з’являються протягом усього відео, стоячи на західному прольоті мосту, з відкритою центральною частиною мосту позаду них. Інші місця, які були зняті в музичному відео, знаходяться поблизу Портленда, Іст-Гаддама та Олд-Сейбрука, штат Коннектикут. Сцени всередині тютюнової комори з Джоелем за піаніно були зняті всередині тютюнової комори, яка все ще використовується, у Південному Гластонбері, штат Коннектикут. 
Тодішню дружину Джоела, Крісті Брінклі, можна побачити, як малює художнє оформлення, зображене на передній обкладинці альбому River of Dreams. Вона є ілюстратором, який намалював фактичну обкладинку альбому, і кожен сингл, випущений з альбому, містив одну частину великої картини як обкладинку. 

## Списки треків
Усі пісні написав Біллі Джоел.
- Британський компакт-диск

1. «Ріка мрій»
2. "Ріка мрій" (Percapella mix)
3. "Велика китайська стіна"

- Японський міні-CD сингл

1. «Ріка мрій» – 4:07
2. «Ничійна земля» – 4:49

## Персонал
- Біллі Джоел – головний вокал, фортепіано, орган Хаммонда, синтезатор
- Закарі Алфорд[8] – ударні
- Льюїс Дель Гатто – керівник оркестру
- Лонні Хіллер — бас
- Джефф Джейкобс – додаткове програмування
- Джефф Лі Джонсон — бас
- Денні Корчмар – гітара
- Енді Кравіц – перкусія
- Іра Ньюборн – оркестровка
- Wrecia Ford, Marlon Saunders, Frank Simms, George Simms, B. David Witworth – бек-вокал
- Crystal Taliefero – аранжування вокалу, бек-вокал
- Чак Тріс — бас
- Майк Тайлер – гітара

## Чарти
| Чарт (1993)                               | Пік позиції |
| ----------------------------------------- | ----------- |
| Австралія (ARIA)                          | 1           |
| Австрія (Ö3 Austria Top 75)               | 2           |
| Бельгія (Ultratop Flanders)               | 11          |
| Canada Top Singles (RPM)                  | 2           |
| Canada Adult Contemporary (RPM)           | 1           |
| Denmark (IFPI)                            | 9           |
| Europe (Eurochart Hot 100)                | 7           |
| Франція (SNEP)                            | 4           |
| Німеччина (Media Control AG)              | 4           |
| Iceland (Íslenski Listinn Topp 40)        | 7           |
| Ірландія (IRMA)                           | 2           |
| Italy (Musica e Dischi)                   | 25          |
| Japan (Oricon)                            | 8           |
| Нідерланди (Dutch Top 40)                 | 5           |
| Нідерланди (Mega Single Top 100)          | 5           |
| Нова Зеландія (RIANZ)                     | 1           |
| Норвегія (VG-lista)                       | 8           |
| Швеція (Sverigetopplistan)                | 8           |
| Швейцарія (Media Control AG)              | 2           |
| Велика Британія (Official Charts Company) | 3           |
| США (Billboard Hot 100)                   | 3           |
| США (Adult Contemporary) (Billboard)      | 1           |
| США (Mainstream Top 40) (Billboard)       | 2           |
| US Cashbox Top 100                        | 1           |
| Zimbabwe (ZIMA)                           | 5           |

| Чарт (1993)                        | Позиція |
| ---------------------------------- | ------- |
| Australia (ARIA)                   | 13      |
| Austria (Ö3 Austria Top 40)        | 25      |
| Belgium (Ultratop)                 | 66      |
| Canada Top Singles (RPM)           | 12      |
| Canada Adult Contemporary (RPM)    | 2       |
| Europe (Eurochart Hot 100)         | 33      |
| Germany (Official German Charts)   | 27      |
| Iceland (Íslenski Listinn Topp 40) | 12      |
| Netherlands (Dutch Top 40)         | 25      |
| Netherlands (Single Top 100)       | 41      |
| New Zealand (Recorded Music NZ)    | 8       |
| Switzerland (Schweizer Hitparade)  | 37      |
| UK Singles (OCC)                   | 27      |
| US Billboard Hot 100               | 26      |
| US Adult Contemporary (Billboard)  | 9       |

| Chart (1994)                      | Position |
| --------------------------------- | -------- |
| US Adult Contemporary (Billboard) | 19       |